# Tigrul Baltic

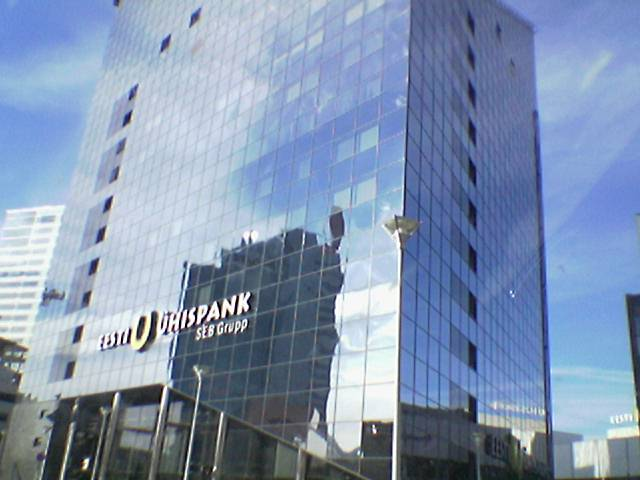
Un bloc modern în Talin, Estonia, semn al perioadei Tigrului Baltic

Tigrul Baltic este un termen care se referă la oricare dintre cele trei state baltice – Estonia, Letonia și Lituania – în perioada lor de boom economic, care a început după anul 2000 și continuă în prezent. Termenul este bazat pe expresiile "Tigrii Est Asiatici" și "Tigrul Celtic", care se referă la perioadele de creștere rapidă economică din Asia de Est și Irlanda.

## 2000-2010
După 2000, economiile Tigrului Baltic au implementat reforme și liberalizare economică semnificativă, rezultând în investiții străine importante, atrase nu numai de mediul de afaceri dar și de forța de muncă califată și ieftină comparativ cu Europa de Vest. Între 2000 și 2004, statele Tigrului Baltic au avut cele mai mari rate de creștere economică din Europa, această performanță repetându-se în 2005. De exemplu, în 2004, PIB-ul Estoniei a crescut cu 7,8%, iar economiile letone și lituane cu 8,5% și 7% respectiv. În 2005, rata de creștere s-a accelerat, ajungând la 10,2% în Letonia, 9,8% în Estonia și 7,5% în Lituania. Aceste creșteri în PIB au afectat și rata de șomaj: din februarie 2006, toate cele trei state baltice au rate de șomaj sub media Uniunii Europene. În plus, Estonia este clasificată printre cele mai liberale economii din lume, iar toate cele trei state au situații fiscale stabile și datorii externe foarte reduse. Un produs negativ al creșterii economice foarte rapide este, totuși, inflația relativ ridicată, aceasta ducând la amânarea adoptării monedei euro de Estonia și Lituania la data propusă de 2007. Tările Tigrului Baltic sunt toate membre ale Uniunii Europene din 2004, integrarea economică cu restul Europei sporind creșterea economică.
Se așteaptă ca economiile baltice să crească cu o rată de 5-10% până în cel puțin 2010. În deceniu 2000-2010, se așteaptă ca PIB-ul total să crească semnificativ, reproducând creșterea similară a Irlandei în anii 1990. În 2005, statele baltice au avut un PIB pe cap de locuitor de aproximativ 50-60% din media UE, care se va majora, bazat pe proiecții economice, semnificativ până în 2010. Chiar și statulul acestor țări la 50% din media UE este o îmbunătățire importantă, considerând că în 1999, înainte de perioada Tigrului Baltic, Letonia și Lituania aveau un PIB pe cap de locuitor la doar 25% din media UE.

## Statistici

### Rata de creștere anuală de PIB
|                                                                   | 2000 | 2001 | 2002 | 2003  | 2004 | 2005  | 2006 (e) | 2007 (e) | Creștere reală totală (2000-2007) |
| ----------------------------------------------------------------- | ---- | ---- | ---- | ----- | ---- | ----- | -------- | -------- | --------------------------------- |
| Estonia                                                           | 7.9% | 6.5% | 7.2% | 6.7%  | 7.8% | 9.8%  | 7.9%     | 7.1%     | 79.8%                             |
| Letonia                                                           | 6.9% | 8.0% | 6.4% | 7.5%  | 8.5% | 10.2% | 9.0%     | 7.0%     | 84.2%                             |
| Lituania                                                          | 3.9% | 6.4% | 6.8% | 10.5% | 7.0% | 7.3%  | 6.5%     | 6.0%     | 69.1%                             |
| e - valori estimate Statistici de la Fondul Monetar Internațional |      |      |      |       |      |       |          |          |                                   |

### PIB pe cap de locuitor
In dolari SUA ($), la paritatea puterii de cumpărare (PPP).
|                                               | 2000   | 2001   | 2002   | 2003   | 2004   | 2005   | 2006   | 2007   |
| --------------------------------------------- | ------ | ------ | ------ | ------ | ------ | ------ | ------ | ------ |
| Estonia                                       | 10,258 | 11,225 | 12,300 | 13,440 | 14,926 | 16,414 | 17,802 | 19,243 |
| Letonia                                       | 7,600  | 8,452  | 9,226  | 10,177 | 11,396 | 12,622 | 13,784 | 14,933 |
| Lituania                                      | 8,730  | 9,559  | 10,420 | 11,713 | 12,856 | 14,158 | 15,443 | 16,756 |
| Statistici de la Fondul Monetar Internațional |        |        |        |        |        |        |        |        |

## 2011-2022
|                    | 2011  | 2012  | 2013  | 2014  | 2015  | 2016  | 2017  | 2018  | 2019  | 2020   | 2021  | 2022   |
| ------------------ | ----- | ----- | ----- | ----- | ----- | ----- | ----- | ----- | ----- | ------ | ----- | ------ |
| Estonia            | ▲7.3% | ▲3.2% | ▲1.5% | ▲3.0% | ▲1.9% | ▲3.2% | ▲5.8% | ▲3.8% | ▲4.0% | ▼-1.0% | ▲7.2% | ▼-0.5% |
| Latvia             | ▲2.6% | ▲7.0% | ▲2.0% | ▲1.9% | ▲3.9% | ▲2.4% | ▲3.3% | ▲4.0% | ▲0.6% | ▼-3.5% | ▲6.7% | ▲3.4%  |
| Lithuania          | ▲6.0% | ▲3.8% | ▲3.6% | ▲3.5% | ▲2.0% | ▲2.5% | ▲4.3% | ▲4.0% | ▲4.7% | ▲0.0%  | ▲6.3% | ▲2.4%  |
| Data from Eurostat |       |       |       |       |       |       |       |       |       |        |       |        |

### GDP and GDP per capita
| Country   | 2012   | 2013   | 2014   | 2015   | 2016   | 2017   | 2018   | 2019   | 2020   | 2021   | 2022   | Change from 2012 to 2022 | Change in percentage |
| --------- | ------ | ------ | ------ | ------ | ------ | ------ | ------ | ------ | ------ | ------ | ------ | ------------------------ | -------------------- |
| Estonia   | 17.917 | 18.911 | 20.048 | 20.631 | 21.748 | 23.834 | 25.932 | 27.765 | 27.465 | 31.445 | 36.181 | 18.264                   | 101.94%              |
| Latvia    | 22.098 | 22.791 | 23.626 | 24.572 | 25.371 | 26.984 | 29.154 | 30.679 | 30.265 | 33.617 | 39.063 | 16.965                   | 76.77%               |
| Lithuania | 33.410 | 35.040 | 36.581 | 37.346 | 38.890 | 42.276 | 45.515 | 48.916 | 49.829 | 56.154 | 66.791 | 33.381                   | 99.91%               |

| Country   | 2012   | 2013   | 2014   | 2015   | 2016   | 2017   | 2018   | 2019   | 2020   | 2021   | 2022   | Change from 2012 to 2022 | Change in percentage |
| --------- | ------ | ------ | ------ | ------ | ------ | ------ | ------ | ------ | ------ | ------ | ------ | ------------------------ | -------------------- |
| Estonia   | 13,520 | 14,320 | 15,240 | 15,710 | 16,530 | 18,120 | 19,660 | 20,960 | 20,670 | 23,640 | 27,170 | 13,650                   | 100.96%              |
| Latvia    | 10,870 | 11,320 | 11,850 | 12,430 | 12,950 | 13,900 | 15,130 | 16,040 | 15,920 | 17,850 | 20,710 | 9,840                    | 90.52%               |
| Lithuania | 11,180 | 11,850 | 12,480 | 12,860 | 13,560 | 14,950 | 16,250 | 17,510 | 17,830 | 19,990 | 23,580 | 12,400                   | 110.91%              |